# Robert Barclay Allardice
Robert Barclay Allardice, généralement connu sous le nom de Captain Barclay, né le 25 août 1779 à Ury House (en) près de Stonehaven et mort le 8 mai 1854 à Ury, est un marathonien, entraineur de boxe et homme d'affaires écossais. 

## Biographie
Capitaine du Royal Welch Fusiliers (1805), aide de camp du marquis de Huntly lors de l'expédition de Walcheren (1809), il se fait connaître essentiellement comme marathonien et établit de nombreux records entre 1796 et 1809. Il est aussi entraineur de boxe et est celui de Tom Cribb de 1807 à 1809. 
Il investit ensuite dans l'industrie du whisky et fonde en 1824 à Stoenehaven la distillerie qui porte son nom en Aberdeenshire. 
Il trouve la mort chez lui en tombant de cheval. 
Jules Verne le mentionne dans le roman Les Enfants du capitaine Grant (partie 2, chapitre XVIII), roman qui a comme personnage le boxeur Tom Crabbe. 